# Jane Hyde
Jane Hyde, comtesse d'Essex (1694 – janvier 1724), est une noble britannique, la première épouse de William Capell. 

## Biographie
Elle est la fille de Henry Hyde, et son épouse Jane Leveson-Gower (en).
Elle épouse le comte d'Essex, le 27 novembre 1718 à l'Église Saint-Pierre de Petersham, et ils ont quatre filles, dont:
- Charlotte Capell (d. 1790), mariée à Thomas Villiers (1er comte de Clarendon).
- Lady Mary Capell (d. 9 avril 1782), épouse de l'amiral John Forbes (un fils de George Forbes (3e comte de Granard) (en)). Ils ont deux filles, Maria Eleanor Forbes qui épouse John Villiers, et Katherine Elizabeth Forbes (en) qui épouse William Wellesley-Pole.

En 1722, la comtesse devient Dame de Chambre de Caroline d'Ansbach, la princesse de Galles. Après sa mort en 1724, le comte s'est remarié avec Elizabeth Russell.
Un portrait de la comtesse est peint par Sir Godfrey Kneller en 1718.